# Université du Nebraska à Omaha
L'université du Nebraska à Omaha (en anglais : University of Nebraska Omaha ou UNO) est une université américaine située à Omaha dans le Nebraska.

## Présentation

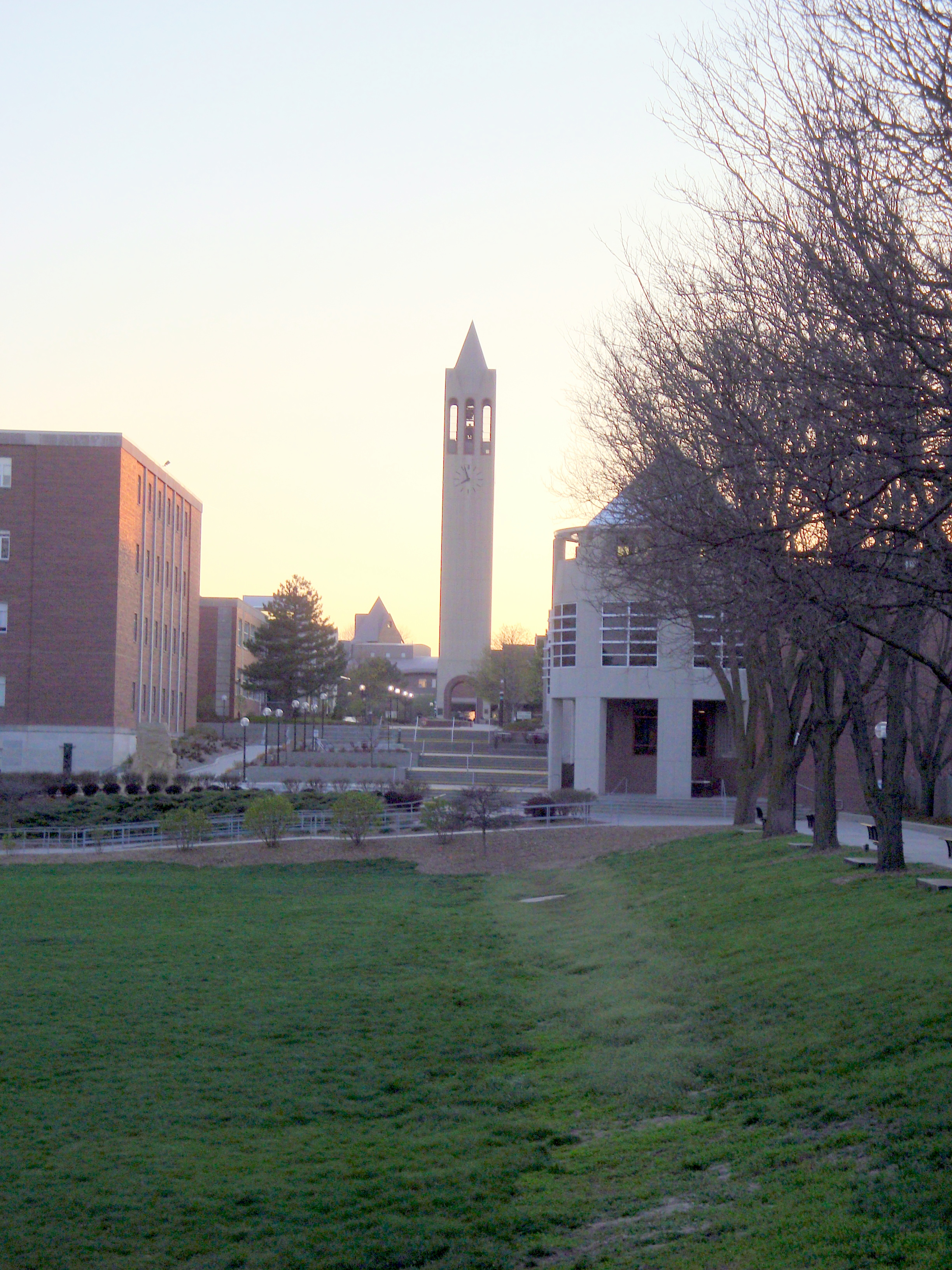
Campus Nord de l'UNO